# Цзоу Цзинъюань
Цзоу Цзинъюань (кит. упр. 邹敬园, пиньинь Zōu Jìngyuán, род. 3 января 1998 года, Сычуань, Китай) — китайский гимнаст, двукратный олимпийский чемпион, четырёхкратный чемпион мира, двукратный чемпион и серебряный медалист Азиатских игр.

## Биография
Цзоу Цзинъюань родился 3 января 1998 года в городском округе Ибинь (провинция Сычуань). Свои занятия гимнастикой он начал в три года.
В 2017 году Цзоу впервые попал в состав сборной Китая на чемпионат мира и ярко проявил себя на главном старте сезона. Молодой гимнаст выиграл золотую медаль на своём коронном снаряде — параллельных брусьях, опередив чемпиона мира и победителя Олимпийских игр в этом виде программы Олега Верняева, а также бронзового призёра Олимпиады 2016 года Давида Белявского.
В 2018 году китайский гимнаст снова удачно выступил на главных стартах сезона: на Азиатских играх Цзоу стал победителем в командном многоборье и упражнениях на брусьях и выиграл серебряную в упражнениях на коне. Несколько месяцев спустя китаец защитил титул чемпиона мира в упражнении на брусьях, а также одержал победу в командном первенстве.
На чемпионате мира 2019 года Цзоу стал обладателем серебряной медали в командном многоборье. В соревнованиях на отдельных снарядах китайский гимнаст не смог подняться на пьедестал почёта, оставшись за чертой призёров в упражнении на коне и не попав в число финалистов на брусьях.

## Лучшие результаты

### Чемпионаты мира
- Золото — чемпионат мира 2017 года (Монреаль, Канада) (брусья)
- Золото — чемпионат мира 2018 года (Доха, Катар) (командное многоборье)
- Золото — чемпионат мира 2018 года (Доха, Катар) (брусья)
- Серебро — чемпионат мира 2019 года (Штутгарт, Германия) (командное многоборье)